# فرانچسکا پالومبو
فرانچسکا پالومبو (ایتالیایی: Francesca Palumbo؛ زادهٔ ۱۰ فوریهٔ ۱۹۹۲) شمشیرباز زن اهل ایتالیا است.